# Epermenia insecurella
Epermenia insecurella is een vlinder uit de familie borstelmotten (Epermeniidae). De wetenschappelijke naam is voor het eerst geldig gepubliceerd in 1854 door Stainton.
De soort komt voor in Europa.